# Vale Formoso (São Tomé)
Vale Formoso é uma aldeia de São Tomé e Príncipe, localiza-se no distrito de Mé-Zóchi, ilha de São Tomé, próxima às localidades de Bombaim e de Claudino Faro.